# Torricelliho vzorec

Torricelliho vzorec nebo Torricelliho zákon je vzorec pro výpočet výtokové rychlosti ideální kapaliny, který má podobu
{\displaystyle v={\sqrt {2gh}}\ },
kde
- v – rychlost
- g – gravitační zrychlení
- h – výška vodního sloupce

Vzorec je pojmenován podle italského fyzika Evangelisty Torricelliho.
Vzorec lze odvodit z Bernoulliho rovnice v tlakovém tvaru:
{\displaystyle {\frac {1}{2}}\rho v_{0}^{2}+p_{0}+\rho gh_{0}={\frac {1}{2}}\rho v_{1}^{2}+p_{1}+\rho gh_{1}.}
Předpokládejme, že plocha nádoby je mnohem větší než otvor, kterým kapalina vytéká, pak lze pokles hladiny kapaliny pokládat za zanedbatelný a proto {\displaystyle v_{0}=0}. Atmosférický tlak lze při malém rozdílu výšek také pokládat za konstantní, takže {\displaystyle p_{0}=p_{1}}. Protože {\displaystyle h_{0}-h_{1}=h}, získáme z Bernoulliho rovnice
{\displaystyle gh={\frac {v^{2}}{2}}\ }
a odtud vyplývá Torricelliho vzorec.
Pro reálnou kapalinu bude rychlost výtoku nižší vzhledem k její viskozitě.